# Brojce (przystanek kolejowy)
Brojce – zlikwidowany przystanek gryfickiej kolei wąskotorowej w Brojcach, w województwie zachodniopomorskim, w Polsce. Przystanek został zamknięty w 1991 roku.